# Sal Salvador
Sal Salvador (Monson, 21 de novembro de 1925 - Stamford, 22 de setembro de 1999) foi um guitarrista de bebop e educador musical dos Estados Unidos.
Começou sua carreira em Nova Iorque, mas eventualmente se mudou para Stamford. Na região, passou a lecionar guitarra na Universidade de Bridgeport em Bridgeport, assim como na Western Connecticut State University em Danbury. Por sua carreira, escreveu diversos livros educacionais para guitarristas iniciantes a veteranos.
Além de gravações com Stan Kenton e com seus próprios músicos, Salvador por ser ouvido no filme Blackboard Jungle, durante cena num bar em que uma gravação com o músico é tocada no fundo. Ele também aparece com Sonny Stitt no filme Jazz on a Summer's Day.